# Gais (Einheit)
Der Gais war ein Gewichtsmaß in Schirwan, einem heute historischen Gebiet Aserbaidschans und einer russischen Provinz, die bis 1812 persisch war.
Das Maß gehörte zur Gruppe des Meidan-Gewichtes, das als das gewöhnliche Maß galt. Daneben gab es noch das Misan-Gewicht oder auch Attar für den Kleinhandel. Neben diesem Getreidemaß gab es noch die Tagar und den Tschinach.
- 1 Gais = 5 Batman (Meidan-Gewicht) = 100 Pfund (russ.)/Funti = 2 1⁄2 Pud = 40,95 Kilogramm
- Nach Schekl-Gewicht: 10 Gais = 1 Tagara = 6 Tschinachs (große) = 20 Tschinachs (kleine)
- Nach Agdasch: 10 Gais = 1 Tagara = 30 Tschinachs